# 盧兆龍
盧兆龍（？—？），號本潜，广东广州府香山县小榄人。明朝政治人物。

## 生平
天啓元年（1621年）辛酉科广东鄉試第七十七名舉人，二年（1622年）壬戌科進士。筮仕清江县，性严毅廉介，课农桑，轻徭役，免罪赎，犯者赴官道旁植柳一株。有鞠土神杀滛僧诸案，远近神之。政暇则集诸生谭说理要，行取工科给事中，进刑科左給事中，分考崇祯七年（1634年）甲戌会试，晋吏科都给事中，京察掌计典，抗论权要，直声震朝野。时太冢宰缺，少宰张捷疏举吕纯如，兆龙率六科交章论吕尝党魏害正，上手定珰案，墨瀋未乾，而臣子自违背之，何以示天下后世。并劾捷妄举，事遂寝。前后掌垣八年，多所建白，烈皇帝特赐黄金百金，金扇一，御书“刚大精神、直方气骨”以宠异之。册封益、桂两藩。著有《桐封集》、《游五岳集》。
崇祯三年四月，礼部尚书徐光启奏遣中书姜云龙同掌教陆若汉、通官徐西满等.，前往澳门置办火器，及取善炮西洋人赴京应用，遭到礼科给事中卢兆龙多次上疏要求停止调遣澳门葡兵。